# Gobierno provisional de la provincia oriental

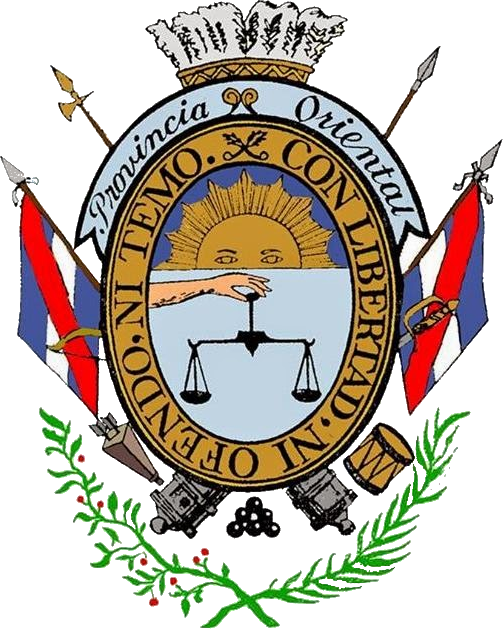
Escudo de la Provincia Oriental

El gobierno provisional de la Provincia Oriental (1828-1830) fue el gobierno interino que se hizo cargo del orden público y la política interior de la Provincia Oriental mientras se constituía, según los términos de la Convención Preliminar de Paz (1828) -no confundir con la de 1827-, en un estado independiente. Este período finalizó con el establecimiento, jura y aprobación de Argentina y Brasil de la Primera Constitución Oriental en 1830, y la posterior elección en el mismo año del primer presidente constitucional del estado, don Fructuoso Rivera.
El período provisional estuvo marcado por los conflictos entre Juan Antonio Lavalleja y Fructuoso Rivera, centrándose las disputas en torno a dos cuestiones: relación que el nuevo gobierno debía tener con las potencias extranjeras y los reclamos territoriales que debía hacer la Provincia al Brasil.
El gobierno provisional tuvo dos cancilleres encargados de las relaciones exteriores: Juan Francisco Giró (22 dic. 1828- 27 ago. 1829) y Fructuoso Rivera (16 sept. 1829- 18 ene. 1830), quienes tenían posiciones diametralmente opuestas en su relación con el Brasil.

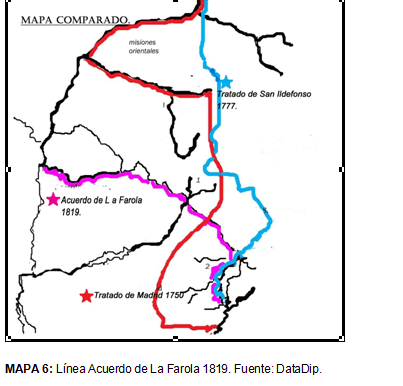

Las fronteras tanto de la Banda Oriental como de la nueva Provincia habían variado durante los siglos, por lo que la situación durante el gobierno provisional fue muy ambigua, y esta se mantuvo sin estar delimitada hasta la firma de los conocidos Tratados de Lamas de 1851.
Gobierno y Capitanía General Provisorio del Estado Oriental del Uruguay (1828-1830)
| N.º                                                                                            | Gobernante | Gobernante             | Gobernante                              | Inicio del mandato      | Fin del mandato         | Motivo |
| ---------------------------------------------------------------------------------------------- | ---------- | ---------------------- | --------------------------------------- | ----------------------- | ----------------------- | --- |
| Convención Preliminar de Paz del 27 de agosto de 1828 Creación del Estado Oriental del Uruguay |            |                        |                                         |                         |                         | |
| 1.º                                                                                            |            | Luis Eduardo Pérez     | Gobernador y capitán general provisorio | 27 de agosto de 1828    | 1 de diciembre de 1828  | Designado por Juan Antonio Lavalleja. Período preconstitucional.                                               |
| 2.º                                                                                            |            | Joaquín Suárez         | Gobernador y capitán general provisorio | 1 de diciembre de 1828  | 22 de diciembre de 1828 | Interinato designado por la Asamblea General Constituyente y Legislativa del Estado. Período preconstitucional |
| 3.º                                                                                            |            | José Rondeau           | Gobernador y capitán general provisorio | 22 de diciembre de 1828 | 17 de abril de 1830     | Designado por la Asamblea General Constituyente y Legislativa del Estado. Período preconstitucional            |
| 4.º                                                                                            |            | Juan Antonio Lavalleja | Gobernador y capitán general provisorio | 17 de abril de 1830     | 28 de junio de 1830     | Designado por la Asamblea General Constituyente y Legislativa del Estado. Período preconstitucional.           |

- Datos: Q135448143